# Cymodetta gambosa
Cymodetta gambosa is een pissebed uit de familie Sphaeromatidae. De wetenschappelijke naam van de soort is voor het eerst geldig gepubliceerd in 1974 door Bowman & Kuhne.